# Jelena Tschernezowa
Jelena Tschernezowa (kasachisch Елена Чернецова, * 21. Januar 1971) ist eine ehemalige kasachische Skilangläuferin.
Tschernezowa trat international erstmals bei den nordischen Skiweltmeisterschaften 1993 in Falun in Erscheinung. Ihre besten Platzierungen dabei waren der 36. Platz über 5 km klassisch und der 12. Rang mit der Staffel. Im folgenden Jahr lief sie bei den Olympischen Winterspielen in Lillehammer jeweils auf den 53. Platz über 15 km Freistil und in der Verfolgung, auf den 49. Rang über 5 km klassisch und auf den 46. Platz über 30 km klassisch. Zudem errang sie dort zusammen mit Natalja Schtaimez, Oxana Kotowa und Jelena Wolodina den 13. Platz in der Staffel. Ihre letzten internationalen Rennen absolvierte sie bei den Winter-Asienspielen 1996 in Harbin. Dort gewann sie die Bronzemedaille über 5 km klassisch und die Silbermedaille mit der Staffel.